# Roilly
Roilly é uma comuna francesa na região administrativa da Borgonha-Franco-Condado, no departamento de Côte-d'Or. Estende-se por uma área de 4,33 km². Em 2010 a comuna tinha 50 habitantes (densidade: 11,5 hab./km²).